# Сьюард (півострів)
Сью́ард (англ. Seward) — півострів на заході Аляски, між затоками Нортон на півдні і Коцебу на півночі. Відокремлений від Чукотського півострова Беринговою протокою. Висота до 1437 м. Тундрова рослинність, по долинах річок — ялино-ялицеві ліси.
На північному березі — пам'ятник природи Берингія. Порт — Ном.

## Опис
Довжина півострова близько 320 км, ширина — 145—225 км. Північно-східна частина півострова адміністративно відноситься до боро Нортуест-Арктік, решта — до Неорганізованого боро. З півдня омивається водами Берингового моря (зокрема затоки Нортон), з півночі — водами Чукотського моря (зокрема затоки Коцебу). Західний край півострова (мис Принца Уельського) видається в Берингову протоку, та є найзахіднішою точкою материкової Північної Америки. Півострів є важливою геологічною частиною Берингії — перешийка, що колись сполучав Євразію та Північну Америку. Свою назву півострів отримав на честь Вільяма Генрі Сьюарда, державного секретаря США, який брав помітну участь у купівлі Аляски у Російської імперії.

## Географія та екологія
Півострів Сьюард має кілька відмінних геологічних особливостей.
Гірські озера Диявола на північній частині півострова є найбільшими мааровими озерами у світі та частиною вулканічного поля Еспенберг. Вони утворилися понад 21 000 років тому в результаті вулканічного вибуху. Озера Кіллік і Озеро Вайт-Фіш також є вулканічними мааровими озерами значних розмірів на півночі півострова Сьюард. Чотири гірські хребти прямують уздовж південного берега півострова, найвищими є гори Кіглуаїк (або Сотут). Найвищою точкою хребта і півострова є вершина гори Осборн заввишки 1437 м. Інші гірські масиви на півострові Сьюард: гори Бенделебен, Дарбі та Йорк. Гори Бенделебен мають розломи пізнього кайнозою, при цьому більшість тектонічних деформацій і гороутворення відбулися в крейдяному періоді, що пояснюється регіональним тектонічним блоковим обертанням Берингової плити в Арктиці. Лавовий потік Загубленого Джима на північ від озера Кузітрін — лавове поле, утворене приблизно 1000—2000 років тому, яке займає площу 230 км².
Декілька геотермальних гарячих джерел розташовані по всьому півострову: Серпентин, Пілігрим, Граніт, Елім, Кліар-крік і Лава-крік.
На півострові Сьюард є кілька річок.
Найбільші річки: Коюк, Кузитрин, Ніуклук, Фіш, Тубуктілік, Ківалік, Бакленд і Агіупук.
Більшість річок півострова мають принаймні невелику щорічну ходу декількох видів лосося: мальми, арктичного харіуса, сиг⁣, а також щука звичайна та минь. Більшість річок на півострові Сьюард замерзають у середині жовтня; весняна повінь зазвичай відбувається в середині-кінці травня.
Півострів Сьюард є крайньою західною межею поширення Picea mariana, що утворюють лісовий намет регіону.
Оленярство на Алясці було зосереджено на півострові Сьюард, відколи туди було імпортовано першу партію північних оленів зі східного Сибіру в 1892 році. Вважалося, що географія півострова може запобігти мігруючим карібу змішуванню з одомашненими північними оленями на півострові таким чином уникнути втрати північних оленів, які можуть мігрувати з карібу. Проте в 1997 році одомашнений північний олень приєднався до стада західноарктичних карибу під час літньої міграції та зник.
Мис Принца Уельського, найзахідніша точка материкової частини Америки та знаходиться всього за 82 км від мису Дежньова, найближчої точки материкової частини Росії.